# Bec-en-faucille aigle
Eutoxeres aquila
Espèce
Répartition géographique
Statut de conservation UICN

 LC  : Préoccupation mineure
Statut CITES
Le Bec-en-faucille aigle (Eutoxeres aquila) est une espèce de colibris (famille des Trochilidae).

## Description
Cette espèce mesure environ 13 cm de longueur. Sa principale particularité est le bec très recourbé. Le dessus de son plumage est vert foncé et le dessous blanchâtre fortement rayé de sombre.

## Répartition
Cet oiseau est présent en Colombie, au Costa Rica, en Équateur, au Panama et au Pérou.

## Habitat
Ses habitats sont les forêts tropicales et subtropicales humides de basses et hautes altitudes (jusqu'à 1 200 m au Costa Rica).

## Sous-espèces
D'après Alan P. Peterson, cette espèce est constituée des trois sous-espèces suivantes :
- Eutoxeres aquila salvini Gould, 1868 — de l'est du Costa Rica à l'ouest de la Colombie ;
- Eutoxeres aquila heterurus Gould, 1868 — du sud-ouest de la Colombie à l'ouest de l'Équateur ;
- Eutoxeres aquila aquila (Bourcier, 1847) — de l'est de la Colombie au nord du Pérou.

## Alimentation
Ce colibri se nourrit principalement du nectar des fleurs d'Heliconia sur lesquelles il se pose.